# Grand Claus et Petit Claus
Grand Claus et Petit Claus (en danois : Lille Claus og store Claus) est un conte de Hans Christian Andersen, paru en 1835 dans la deuxième livraison de ses contes de fées, traduit de l'allemand, sous le titre danois Eventyr fortalte for børn.

Le premier compte-rendu qu'en fait un critique anonyme au Danemark dans le journal Dannor en 1836 est peu favorable :

« Nul ne peut raisonnablement prétendre que le respect de la vie chez un enfant est encouragé par la lecture d'épisodes comme Grand Claus tuant sa grand-mère et Petit Claus le tuant. Cela est raconté comme s'il s'agissait d'un taureau frappé sur la tête. »

Et encore dans le Dansk Litteraturtinde, un critique toujours anonyme reproche à Andersen de n'avoir pas un style suffisamment littéraire, et il fait la comparaison avec les écrits du poète danois Christian Frederik Molbech, qui, à l'inverse d'Andersen, exposait  une leçon de morale dans ses contes.

## Source d'inspiration
Bien que le conte soit considéré par Pierre Georget La Chesnais comme un conte original tiré d'un « conte entendu dans son enfance », il subsiste un rapport entre le boisseau de Grand Claus et celui de la servante d'Ali Baba et les quarante voleurs. Grand Claus enduit de goudron le fond d'un boisseau que lui emprunte Petit Claus pour mesurer ses pièces d'argent. Mais il s'agit d'une utilisation propre au conte de malice (tel est pris qui croyait prendre). En effet, Petit Claus emprunte exprès le boisseau à Grand Claus, car il sait que son ennemi va essayer de savoir à quoi va servir le boisseau et, pour cela, enduire le fond de goudron ou de poix. Il va lui faire savoir qu'il a gagné de l'argent et ensuite lui raconter des bobards sur la manière de s'en procurer à volonté.

« Le Grand Claus va être vexé quand il apprendra comme je suis devenu riche avec mon unique cheval, mais je ne vais pas le lui raconter tel quel. Et (Petit Claus) envoya un gamin chez le grand Claus pour lui emprunter un boisseau. - Qu'est-ce qu'il veut en faire ? se demanda le grand Claus, et il enduisit de goudron le fond du boisseau afin qu'il pût rester un peu de ce qui serait mesuré, et c'est ce qui arriva, car lorsque le boisseau lui fut rendu, trois pièce neuves  d'argent de huit skilings y étaient collées. - Comment ? dit le grand Claus, et il courut tout de suite chez le petit : Où as-tu reçu tant d'argent ? - Oh, c'est pour la peau de mon cheval, je l'ai vendue hier soir. - C'est joliment bien payé dit le grand Claus. Et il se dépêcha de rentrer, prit une hache, frappa tous ses quatre chevaux au front, leur enleva la peau et s'en fut dans la ville... (pour vendre les peaux). »

## Le récit
Grand Claus  est une brute épaisse qui possède quatre chevaux, petit Claus un brave garçon qui n'a qu'un cheval. Mais lorsqu'il laboure, petit Claus ne peut s'empêcher de crier : « Hue ! mes quatre chevaux », ce qui indispose Grand Claus. À la troisième altercation, grand Claus prend une hache, tue le cheval de petit Claus qui garde la peau de l'animal pour s'en faire un sac. Petit Claus est ainsi réduit à la misère, au froid, à la faim. Il erre dans la campagne à la recherche d'un abri et découvre une ferme où la table est royalement servie et où la femme du fermier s'apprête à dîner avec le sacristain, en l'absence de son mari (l'adultère est ici évoqué discrètement).
Petit Claus demande un abri, mais la fermière, peu disposée à gâcher sa soirée, le met à la porte. Petit Claus grimpe alors dans une grange du haut de laquelle il a vue sur la cuisine. Il salive à la vue des bons plats. Mais soudain, on entend le bruit de la charrette du mari de la fermière qui arrive plus tôt que prévu. Vite, la fermière range dans le four les bons plats, dans le placard les bons vins et remplace le togrut par le repas ordinaire et frugal du fermier. Elle enferme également le sacristain dans un coffre.
Lorsque le mari entre, petit Claus fait craquer son sac en peau de cheval et le mari déclare : - Il y a quelqu'un là-haut. Petit Claus descend de son refuge et dit : en effet, me voici. Le mari se plaint alors de la frugalité du repas. Petit Claus fait craquer son sac et déclare que le génie du sac lui a indiqué qu'il y avait de bons plats dans le four et de bons vins dans le placard. Le fermier est émerveillé par ce sac magique, d'autant plus que le génie du sac dit qu'il y a un diable dans le coffre. 
Le fermier découvre alors le sacristain caché. Le fermier est prêt à payer très cher le sac magique, ce qu'il fait. Petit Claus s'en va avec un sac d'argent, une brouette et le coffre dans lequel est caché le sacristain dont il débarrasse le fermier.
Arrivé au milieu d'un pont, petit Claus dit tout haut que le coffre est trop lourd à porter et qu'il va le jeter dans la rivière. Pour prix de sa vie, le sacristain offre un autre sac d'argent à petit Claus qui va maintenant rouler dans la farine son ennemi Grand Claus. Il lui fait croire successivement : qu'il va devenir riche avec la peau de ses quatre chevaux morts. Furieux, Grand Claus revient pour tuer petit Claus et petit Claus lui fait croire qu'il est mort, puis qu'il a tué sa grand-mère (alors que le petit veillait la morte avant l'enterrement). Il pousse grand Claus à tuer sa propre grand-mère. Pour finir, petit Claus feint d'avoir été noyé par grand Claus et ressurgit de la rivière avec un troupeau de vaches qu'il prétend avoir trouvé tout au fond.
Grand Claus plonge alors et se noie.

## Adaptations
- Jacques Prévert et son frère Pierre Prévert ont adapté Grand Claus et Petit Claus en 1964 : Le Petit Claus et le Grand Claus pour Claude Santelli à l'ORTF.